# Slovenská informačná služba
Slovenská informačná služba (deutsch: Slowakischer Informationsdienst, SIS) ist ein Nachrichtendienst der slowakischen Regierung. Er wurde am 21. Januar 1993 als Unterbehörde des slowakischen Geheimdienstes (Federálna bezpečnostná informačná služba) gegründet.
Der SIS arbeitet als integrierter Geheimdienst im In- und Ausland. Nur der militärische Geheimdienst Vojenské spravodajstvo (VS) arbeitet separat. Daneben existiert der Národný bezpečnostný úrad (NBÚ) als Dienst für den Umgang mit klassifizierten Informationen der slowakischen Regierung und das Geheimhaltungs- und Cheffrierwesen (teilweise vergleichbar mit dem deutschen BSI).